# Vahlde
Vahlde est une commune allemande de l'arrondissement de Rotenburg (Wümme), Land de Basse-Saxe.

## Géographie
Dans le territoire de Vahlde, la Ruschwede se jette dans la Fintau à l'ouest de la commune.
La commune comprend les villages de Benkeloh et Riepe. Riepe est une exclave entre les communes de Stemmen et de Lauenbrück.
| Lauenbrück | Stemmen  | Königsmoor |
|            | Vahlde   | Fintel     |
|            | Scheeßel |            |

## Histoire
Vahlde est mentionné pour la première fois en 1180 sous le nom de Valentlo dans un document de l'évêché de Verden.

## Source, notes et références
- (de) Cet article est partiellement ou en totalité issu de l’article de Wikipédia en allemand intitulé « Vahlde » (voir la liste des auteurs).